# Северное сельское поселение (Краснодарский край)
Северное сельское поселение — муниципальное образование в составе Павловского района Краснодарского края России.
В рамках административно-территориального устройства Краснодарского края ему соответствует Северный сельский округ.
Административный центр — посёлок Северный.

## География
Площадь поселения — 129,75 км².

## Население
| 2010  | 2012  | 2013  | 2014  | 2015  | 2016  | 2017  |
| ----- | ----- | ----- | ----- | ----- | ----- | ----- |
| 2118  | ↗2148 | ↗2180 | ↗2279 | ↗2304 | ↗2307 | ↘2297 |
| 2018  | 2019  | 2020  | 2021  | 2023  |       |       |
| ↗2305 | ↘2303 | ↘2259 | ↘1866 | ↘1856 |       |       |

## Населённые пункты
В состав сельского поселения (сельского округа) входят 3 населённых пункта:
| № | Населённый пункт | Тип населённого пункта | Население (чел.) |
| - | ---------------- | ---------------------- | ---------------- |
| 1 | Красный          | хутор                  | ↘794             |
| 2 | Свободный        | посёлок                | ↘134             |
| 3 | Северный         | посёлок                | ↗1190            |

## Экономика
На территории сельского поселения работают фермерские и крестьянские хозяйства.
Ранее на территории поселения работало сельхоз-предприятие ЗАО «Сосыкское». С 1934 год - 1997 совхоз Сосыкский. С 1997 - 2004 год (год начало остановки хозяйственной деятельности предприятия) ЗАО «Сосыкское». 2007 год окончательная ликвидация предприятия.

## Инфраструктура
Администрация сельского поселения посёлок Северный.
СОШ МБОУ № 7.
Детский сад 8.
ДК
Православный храм.
Мемориал воинам-землякам, погибшим в годы ВОВ